# Xenosphaeria
Xenosphaeria is een geslacht van schimmels behorend tot de familie Dacampiaceae.

## Soorten
Volgens Index Fungorum telt het geslacht zes soorten (peildatum april 2022):
| Soortnaam                 | Auteur(s)         | Publicatiejaar |
| ------------------------- | ----------------- | -------------- |
| Xenosphaeria croceae      | Bagl. & Carestia  | 1881           |
| Xenosphaeria dermatocarpi | Werner            | 1964           |
| Xenosphaeria engeliana    | (Saut.) Trevis.   | 1860           |
| Xenosphaeria sphyridiana  | J. Lahm           | 1868           |
| Xenosphaeria sphyridii    | Hazsl.            | 1869           |
| Xenosphaeria thelidii     | Hazsl. ex Keissl. | 1920           |